# Chiesa di Santa Restituta (Messina)
La chiesa di Santa Restituta è stato un luogo di culto di Messina ubicato nel «Piano di Terranova».

## Storia
La chiesa fondata nel XV secolo dal clero greco di rito ortodosso nel «piano di Terranuova», denominato anticamente delle Moselle, perché gli giudei in conformità alla legge di Mosè, seppellivano in quel tratto di terra i loro morti.
Nel 1537 il viceré di Sicilia Ferrante I Gonzaga per volere di Carlo V ampliò e cinse di nuove mura la città, l'operazione implicò la demolizione di molte costruzioni, fra cui la chiesa di Santa Lucia delle Moselle. I manufatti, gli arredi, le opere sacre e le suppellettili del sacro tempio, furono cedute in deposito al cappellano e ai governatori della chiesa di Santa Restituta, sede di una confraternita dedita all'opera caritatevole che provvedeva alla sepoltura dei condannati giustiziati.
Il 2 ottobre 1611 i religiosi dell'Ordine dei riformati di Sant'Agostino ottennero dalla confraternita il tempio, che risultando piccolo e angusto fu riedificato dalle fondamenta, ampliato e abbellito. La posa della prima pietra avvenne la prima domenica d'ottobre del 1614, presente l'arcivescovo Pedro Ruiz de Valdevexo, il Senato Messinese e il viceré di Sicilia Pedro Téllez-Girón, III duca di Osuna. Per ordine del Senato si demolirono le case di fronte per costruire una piazza ed erigere una bellissima fontana.
Dopo la rivolta antispagnola del 1674, la chiesa ed il convento sopravvissero alla parziale demolizione della contrada, operata nel 1680, per la costruzione della Real Cittadella, e alla demolizione successiva quando, a causa delle guerre del 1718, 1719 e 1735, fu rasa al suolo quasi tutta la contrada.
L'edificio restò in piedi assieme al convento, ma furono totalmente trascurati al punto di minacciare rovina e temere la stessa sorte degli altri manufatti.

## Chiesa di Santa Restituta alla Fortezza di Matagrifone
Il terremoto della Calabria meridionale del 1783 distrusse completamente gli aggregati superstiti, i frati ebbero a titolo di risarcimento l'abolita fortezza di Matagrifone ove nel 1759, iniziarono la costruzione di una chiesa con lo stesso titolo.
Il tempio ancora incompleto nei primi anni del XX secolo andò distrutto col terremoto del 1908. I dipinti di Alonso Rodriguez andarono perduti nel sisma del 1783, la tela Santa Restituta col sisma del 1908.

## Interno
La chiesa custodiva: 
- XVII secolo, Caduta di Lucifero con l'Arcangelo Michele, opera di Alonso Rodriguez.
- XVII secolo, Sant'Agostino e Santa Monica, opera di Alonso Rodriguez.
- XVI secolo, Santa Restituta, dipinto di scuola polidoresca.
- XVII secolo, Madonna delle Grazie, statua marmorea scolpita da Vincenzo Tedeschi. La statua che era stata realizzata per la chiesa di Santa Maria della Grazia di Terranova, nel 1718 passò nella chiesa di Gesù Maria di Terranova, dopo il terremoto del 5 febbraio 1783 nella chiesa della Santissima Annunziata alla Zaera e successivamente al sisma del 28 dicembre 1908, nell'Orfanotrofio antoniano Annibale Maria Di Francia, ove attualmente è custodita nel Museo della basilica pontificia santuario di Sant'Antonio di Padova.

### Convento di Santa Restituta
Il convento di Santa Restituta dell'Ordine dei Padri Scalzi di Sant'Agostino era situato dentro le mura della città, in strada pubblica, fondato ed eretto nell'anno 1611, col consenso e l'autorità del vescovo Pedro Ruiz de Valdevexo e del Senato Messinese. Fu data detta chiesa di Santa Restituta dai fratelli congregati quando era un oratorio con una sola cappella.
Una fonte con la raffigurazione marmorea della Lupa con Romolo e Remo è documentata nel cortile del convento, opera di Giovanni Angelo Montorsoli.
Sopravvisse alla demolizione, prima parziale e poi totale, della «Contrada di Terranova». A seguito delle guerre del 1718, 1719 e 1735 divenne inagibile ma fu distrutto dal sisma del 1783. I frati iniziarono a ricostruirlo nell'ex fortezza di Rocca Guelfonia, ma nel 1866, a seguito dell'emanazione delle leggi eversive, fu incorporato nel carcere giudiziario. Quest'ultimo fu distrutto dal terremoto del 28 dicembre 1908.